# The Liability
The Liability è un film del 2012 diretto da Craig Viveiros.
Il film, in concorso al festival di Torino del 2012, è un noir contrappuntato di ironia. Quest'ultima è affidata soprattutto alla figura del protagonista, un giovane imbranato interpretato da Jack O'Connell, che viene catapultato nel mondo del crimine, dove in 24 ore impara più cose di quante forse non ne avesse imparate prima.

## Trama
Il diciannovenne Adam distrugge la costosa Mercedes del patrigno che è deciso a fargliela ripagare. Lo sprovveduto ragazzo scopre che il ricchissimo amante della madre deve i suoi proventi a una qualche attività criminosa. Mangiata la foglia, l'uomo lo costringe a eseguire per lui un compito della massima riservatezza. Per un giorno Adam dovrà fare da autista al misterioso Roy.
Partiti all'alba, dopo diverse ore di viaggio, giunti all'estremo nord dell'Inghilterra, Adam scopre finalmente l'attività di Roy. Questi è un sicario, esperto e scrupoloso, ma anche stanco, deciso a portare a termine quest'ultimo compito solo per sostenere le spese del matrimonio della figlia. Uccisa la vittima designata, mentre stanno inscenando un depistaggio in un bosco, i due vengono scoperti da una ragazza. Adam, che ha espresso a Roy l'intenzione di provare a seguire la sua carriera, è invitato da questi a uccidere la ragazza catturata. Il ragazzo non se la sente e lei, molto scaltra, si divincola e fugge con la loro auto portando con sé una borsa con le prove dell'assassinio.
I due allora sequestrano un camioncino a una coppia di anziani e poi grazie al telefono che Adam aveva lasciato nell'auto, contattano la ragazza dandosi appuntamento per il riscatto della borsa. Roy rapina una tavola calda e così riprende la preziosa borsa. Ma il suo compito non è finito. Tramortito il ragazzo, deve decidere cosa farne. Torna al pulmino e viene investito da Carly, la ragazza che li ha seguiti e che poi sequestra Adam. Lei non era per caso nel bosco. Era sulle tracce della vittima di Roy per risalire a Peter, il patrigno di Adam, che sarebbe il responsabile della brutta sorte di sua sorella. Quando Roy, ripresosi, raggiunge i due, Adam sbroglia la contesa sparando a caso verso i due e permettendo la fuga della giovane.
Adam, riprende con sé Roy gravemente ferito, per portarlo al matrimonio della figlia. Viene a sapere che Peter lo voleva morto e che, anzi, ora lo presume tale per cui avrebbe una buona occasione per rifarsi una vita. Lasciato Roy, però, Adam sente il dovere di saldare i conti con Peter. Tornato a casa gli dice tutta la verità di fronte alla madre e lo minaccia con una pistola. L'abile patrigno però, stende la madre e disarma il ragazzo, trascinandolo fuori. Qui, pronta a consumare la sua vendetta c'è Carly che, prima ferisce con un'arma da fuoco, e poi uccide con un pugnale l'uomo, salvando Adam. Risalendo sulla sua auto, la temeraria e affascinante ragazza apre la portiera dell'auto invitando il giovane a unirsi a lei.